# 김래원
김래원(金來沅, 1981년 3월 19일 ~ )은 대한민국의 배우이다.

## 학력
- 노암국민학교 (졸업)
- 광신중학교 (졸업)
- 남강고등학교 (졸업)
- 중앙대학교 예술대학 연극영화학과 (학사)

## 연기 활동

### 드라마
- 1997년 MBC 청소년 드라마 《나》 ... 김래원 역
- 1997년~1998년 KBS 《신세대 보고 - 어른들은 몰라요》
- 1998년 MBC 베스트극장 《그녀의 화분 NO.1》 ... 선재네 꽃집 남자 역
- 1998년~1999년 SBS 시트콤 《순풍산부인과》 ... 김래원 역
- 1999년 KBS2 시즌제 교육 드라마 《학교 2》 ... 이한 역
- 1999년 KBS2 《전설의 고향 - 신조》 ... 고구려 장수 을비형 역
- 2000년 KBS2 가족시트콤 《반쪽이네》 ... 최정식 역
- 2000년 SBS 월화드라마 《도둑의 딸》 ... 김덕경 역
- 2001년 KBS2 월화 미니시리즈 《인생은 아름다워》 ... 이재민 역
- 2001년 MBC 금요드라마 《우리집》 ... 이영훈 역
- 2002년 KBS2 드라마시티 《소녀와 도둑》 ... 유빈 역
- 2002년 MBC 월화 미니시리즈 《내 사랑 팥쥐》 ... 김현성 역
- 2003년 MBC 수목 미니시리즈 《눈사람》 ... 차성준 역
- 2003년 MBC 월화 미니시리즈 《옥탑방 고양이》 ... 이경민 역
- 2004년 MBC 수목 미니시리즈 《사랑한다 말해줘》 ... 김병수 역
- 2004년 SBS 월화 미니시리즈 《러브스토리 인 하버드》 ... 김현우 역
- 2006년 MBC 월화 미니시리즈 《넌 어느 별에서 왔니》 ... 최승희 역
- 2008년 SBS 월화 미니시리즈 《식객》 ... 이성찬 역
- 2011년 SBS 월화 미니시리즈 《천일의 약속》 ... 박지형 역
- 2014년 SBS 월화 미니시리즈 《펀치》 ... 박정환 역
- 2016년 SBS 월화 미니시리즈 《닥터스》 ... 홍지홍 역
- 2017년 KBS2 수목드라마 《흑기사》 ... 문수호 / 이명소 역
- 2021년 tvN 월화드라마 《루카：더 비기닝》 ... 지오 역
- 2022년 SBS 금토드라마 《소방서 옆 경찰서》 ... 진호개 역
- 2023년 SBS 금토드라마 《소방서 옆 경찰서 그리고 국과수》 ... 진호개 역

### 영화
| 연도 | 제목                     | 역할        | 감독   | 비고           |
| ---- | ------------------------ | ----------- | ------ | -------------- |
| 1998 | 남자의 향기              | 어린 권혁수 | 장현수 |                |
| 2000 | 하피                     | 강현우      | 라호범 |                |
| 2000 | 청춘                     | 김자효      | 곽지균 |                |
| 2002 | 2424                     | 한익수      | 이연우 |                |
| 2003 | ...ing                   | 영재        | 이언희 |                |
| 2004 | 어린 신부                | 박상민      | 김호준 |                |
| 2005 | 미스터 소크라테스        | 구동혁      | 최진원 |                |
| 2006 | 해바라기                 | 오태식      | 강석범 |                |
| 2007 | 꽃의 그림자              | 승우        |        |                |
| 2009 | 인사동 스캔들            | 이강준      | 박희곤 |                |
| 2013 | 마이 리틀 히어로         | 유일한      | 김성훈 |                |
| 2015 | 강남 1970                | 백용기      | 유하   |                |
| 2017 | 프리즌                   | 송유건      | 나현   |                |
| 2017 | 희생부활자               | 서진홍      | 곽경택 |                |
| 2019 | 롱 리브 더 킹: 목포 영웅 | 장세출      | 강윤성 | 작중 메인 남주 |
| 2019 | 가장 보통의 연애         | 이재훈      | 김한결 |                |
| 2022 | 데시벨                   | 강도영      | 황인호 |                |
| 2023 | 더 문                    | 이상원      | 김용화 | 특별출연       |

### CF
- 블랙박스 (1998년)
- 오스람코리아 (1998년)
- 아디다스 (1999년)
- 동아제약 가그린 (1999년)
- 해태아이스크림 부라보콘 (1999년)
- 파루 플루 (2002년)
- 서울우유 (2003년)
- 해태제과 가루비 포테토칩 (2003년)
- KT 네스팟 (2003년)
- KT KT전화 Ann (2003년-2004년)
- 하이트진로 하이트맥주 (2004년)
- KFC 스마트초이스, 징거 서프라이즈, 텐더 스마트초이스(2003년-2004년)
- 삼성전자 디지털프라자 (2004년-2006년)
- 빙그레 바나나맛 우유 (2004년)
- KTH 파란닷컴 (2004년)
- 연승어패럴 클라이드 (2004년-2005년)
- CJ제일제당 스팸 (2007년)
- 대상 청정원 순창고추장 (2008년)
- 린나이코리아 비움, 가스보일러, 국솥 (2008년-2011년)
- LOK 로레알 맨 엑스퍼트 (2008년-2010년)
- 동아제약 가그린 검가드 (2016년)

### 기타
- MBC 스페셜 《스파이스루트》 ... 내레이션 (2008년)
- MBC 《황금어장 - 무릎팍도사》 ... 게스트 (2009년)
- SBS 《힐링캠프, 기쁘지 아니한가》 ... 게스트 (2013년)
- JTBC 《한끼줍쇼》 ... 게스트 (2017년)
- 채널A 《나만 믿고 따라와 도시어부》 … 게스트 (2019년)
- JTBC 《냉장고를 부탁해》 … 게스트 (2019년)
- SBS 《런닝맨》

## 수상 및 후보
| 연도 | 시상식                            | 부문                                         | 작품                           | 결과 |
| ---- | --------------------------------- | -------------------------------------------- | ------------------------------ | ---- |
| 1999 | KBS 연기대상                      | 남자 청소년연기상                            | 학교 2                         | 수상 |
| 2000 | 제21회 청룡영화상                 | 신인남우상                                   | 청춘                           | 수상 |
| 2001 | 제37회 백상예술대상               | 영화부문 남자 신인연기상                     | 하피                           | 후보 |
| 2001 | 제38회 대종상                     | 신인남우상                                   | 하피                           | 후보 |
| 2002 | MBC 연기대상                      | 미니시리즈부문 남자 신인연기상               | 내 사랑 팥쥐                   | 후보 |
| 2003 | 제1회 앙드레김 베스트 스타 어워드 | 베스트 스타상                                | 빈칸                           | 수상 |
| 2003 | 제19회 코리아베스트드레서         | 탤런트부문 백조상                            | 빈칸                           | 수상 |
| 2003 | MBC 연기대상                      | 남자 최우수연기상                            | 옥탑방 고양이                  | 수상 |
| 2003 | MBC 연기대상                      | 남자 인기상                                  | 옥탑방 고양이                  | 수상 |
| 2003 | MBC 연기대상                      | 베스트 커플상 (with 정다빈)                  | 옥탑방 고양이                  | 후보 |
| 2004 | 제40회 백상예술대상               | TV부문 남자 최우수연기상                     | 옥탑방 고양이                  | 후보 |
| 2004 | 제41회 대종상                     | 신인남우상                                   | 어린 신부                      | 수상 |
| 2004 | SBS 연기대상                      | 남자 최고인기상                              | 러브스토리 인 하버드           | 수상 |
| 2004 | SBS 연기대상                      | 10대 스타상                                  | 러브스토리 인 하버드           | 수상 |
| 2004 | SBS 연기대상                      | 특별기획부문 남자 연기상                     | 러브스토리 인 하버드           | 후보 |
| 2004 | SBS 연기대상                      | 남자 최우수연기상                            | 러브스토리 인 하버드           | 후보 |
| 2005 | 제41회 백상예술대상               | TV부문 남자 인기상                           | 러브스토리 인 하버드           | 수상 |
| 2006 | 제43회 저축의 날                  | 대통령 표창                                  | 빈칸                           | 수상 |
| 2006 | MBC 연기대상                      | 남자 최우수연기상                            | 넌 어느 별에서 왔니            | 후보 |
| 2007 | 제3회 앙드레김 베스트 스타 어워드 | 남성부문                                     | 빈칸                           | 수상 |
| 2007 | 제1회 대한민국영화연기대상        | 액션연기상                                   | 해바라기                       | 수상 |
| 2008 | 제2회 코리아드라마페스티벌        | 남자 우수연기상                              | 식객                           | 수상 |
| 2008 | SBS 연기대상                      | 10대 스타상                                  | 식객                           | 수상 |
| 2008 | SBS 연기대상                      | 드라마스페셜부문 남자 연기상                 | 식객                           | 후보 |
| 2008 | SBS 연기대상                      | 남자 최우수연기상                            | 식객                           | 후보 |
| 2011 | SBS 연기대상                      | 특별기획부문 남자 최우수연기상               | 천일의 약속                    | 수상 |
| 2011 | SBS 연기대상                      | 10대 스타상                                  | 천일의 약속                    | 수상 |
| 2015 | 제51회 백상예술대상               | TV부문 남자 최우수연기상                     | 펀치                           | 후보 |
| 2015 | 제4회 에이판 스타 어워즈          | 중편드라마부문 남자 최우수연기상             | 펀치                           | 후보 |
| 2015 | SBS 연기대상                      | 대상                                         | 펀치                           | 후보 |
| 2015 | SBS 연기대상                      | 중편드라마부문 남자 최우수연기상             | 펀치                           | 후보 |
| 2015 | SBS 연기대상                      | 프로듀서상                                   | 펀치                           | 수상 |
| 2016 | 제5회 아시아태평양 스타 어워즈    | 중편드라마부문 남자 최우수연기상             | 닥터스                         | 후보 |
| 2016 | 제9회 코리아 드라마 어워즈        | 연기대상                                     | 닥터스                         | 후보 |
| 2016 | SBS 연기대상                      | 대상                                         | 닥터스                         | 후보 |
| 2016 | SBS 연기대상                      | 장르·판타지드라마부문 남자 최우수연기상      | 닥터스                         | 수상 |
| 2018 | KBS 연기대상                      | 남자 최우수연기상                            | 흑기사                         | 후보 |
| 2018 | KBS 연기대상                      | 중편드라마부문 남자 우수연기상               | 흑기사                         | 후보 |
| 2018 | KBS 연기대상                      | 베스트 커플상 (with 신세경)                  | 흑기사                         | 후보 |
| 2018 | KBS 연기대상                      | 남자 네티즌상                                | 흑기사                         | 후보 |
| 2022 | SBS 연기대상                      | 대상                                         | 소방서 옆 경찰서               | 후보 |
| 2022 | SBS 연기대상                      | 미니시리즈 장르·판타지부문 남자 최우수연기상 | 소방서 옆 경찰서               | 수상 |
| 2023 | SBS 연기대상                      | 대상                                         | 소방서 옆 경찰서 그리고 국과수 | 후보 |
| 2023 | SBS 연기대상                      | 시즌제드라마부문 남자 최우수연기상           | 소방서 옆 경찰서 그리고 국과수 | 후보 |